# Cercasi superstar
Cercasi superstar (Life with Mikey) è un film statunitense del 1993, diretto da James Lapine, con Michael J. Fox e Cyndi Lauper.

## Trama
Mikey Chapman, un ex bambino prodigio famoso per gli spot televisivi interpretati durante l'infanzia, è ora un agente di talento per le stelle bambine. Di ritorno dal lavoro, sulla metro scopre Angie Vega, una ragazzina taccheggiatrice che vive con la sorella adolescente ed il suo fidanzato. Insieme alla sua collaboratrice Geena, cerca di farla diventare una star con un ruolo in una serie di spot televisivi.